# Renault Fluence
Renault Fluence er en firedørs sedan fra den franske bilfabrikant Renault. Bilen bygges ligesom forgængeren Mégane Sport Sedan af Oyak-Renault i Bursa, Tyrkiet og bygger på samme tekniske basis som Renault Mégane, Renault Scénic og Samsung SM3.
Afhængigt af land findes Fluence i forskellige udførelser og med forskellige motorer med effekt fra 66 kW (90 hk) (1.5 dCi) til 103 kW (140 hk) (2.0 16V).
Fluence's konkurrenter er primært Chevrolet Cruze, Mitsubishi Lancer og Volkswagen Jetta.
Med Renault Fluence Z.E. findes der en version med ren eldrift. Denne version er den eneste Fluence, som markedsføres officielt i Danmark.
- Bagfra
- Renault Fluence Z.E. (2012−)
- Bagfra